# شیگه‌هیرو اوزاوا
شیگه‌هیرو اوزاوا (انگلیسی: Shigehiro Ozawa؛ ۲۹ اوت ۱۹۲۲ – ۱۲ اکتبر ۲۰۰۴) بازیگر، کارگردان فیلم، فیلمنامه‌نویس اهل ژاپن بود.